# Saint-Sixte (Lot e Garonna)
Saint-Sixte è un comune francese di 323 abitanti situato nel dipartimento del Lot e Garonna nella regione della Nuova Aquitania.

## Società

### Evoluzione demografica
Abitanti censiti